# Instituto de Cultura Hispánica
L'Institut de Cultura Hispànica (en castellà, Instituto de Cultura Hispánica, ICH) va ser una institució destinada a fomentar les relacions entre els pobles hispanoamericans i Espanya, i l'origen de l'actual Agència Espanyola de Cooperació Internacional per al Desenvolupament.
Va néixer el desembre de 1945, en un moment en què la dictadura del general Franco estava aïllada internacionalment, com a resultat de la reconversió del Consell de la Hispanitat (Consejo de la Hispanidad) fundat el novembre de 1940.

## Història

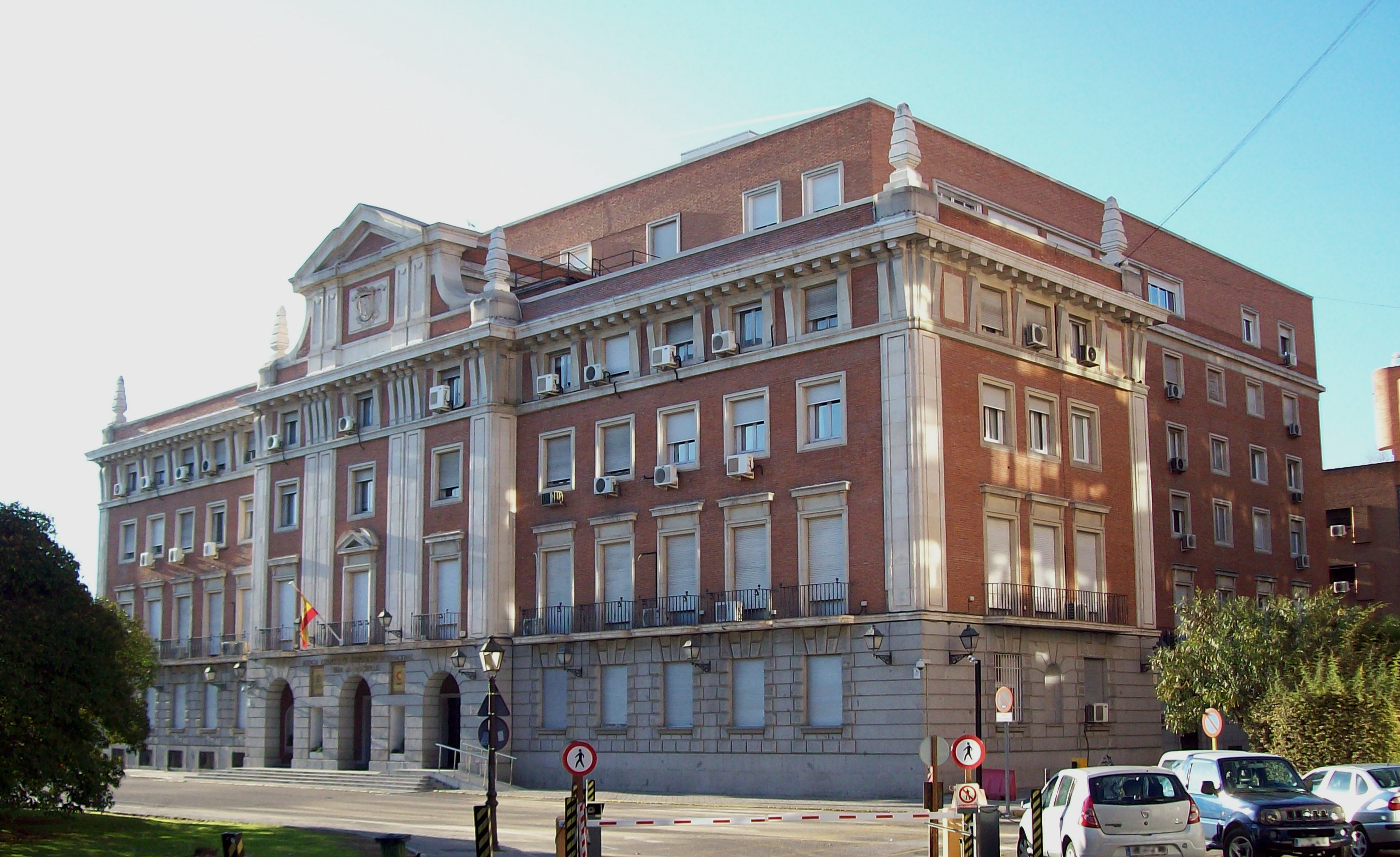
Edifici de Luis Martínez-Feduchi, on tenia la seva seu l'Institut de Cultura Hispànica. Actualment és la seu principal de l'AECID

El novembre de 1940, el règim franquista va crear el Consell de la Hispanitat, que responia a visió imperial falangista que concedia a Espanya el paper «d'una mena de tutora moral i d'orientació religiosa de les seves antigues colònies», concebent la Hispanitat com una «comunitat espiritual indestructible». En el decret de fundació es deia:
| « | Espanya no demana res, ni res reclama; només desitja tornar a la Hispanitat seva consciència unitària i estar present a Amèrica amb viva presència d'intel·ligència i amor, les dues altes virtuts que van presidir sempre la nostra obra d'expansió al món, com va ordenar en el seu dia l'amorós esperit de la Reina Catòlica. | » |

La derrota de les potències de l'Eix en la Segona Guerra Mundial va suposar l'aïllament internacional de la dictadura franquista. Una de les estratègia de la política exterior del règim per trencar l'aïllament va ser apel·lar a les repúbliques llatinoamericanes. Així va ser com al desembre de 1945 es va reconvertir el «paternalista» Consell de la Hispanitat en l'Institut de Cultura Hispànica, organisme assessor del Ministeri d'Afers Exteriors.
El 4 de juliol de 1946, en la jornada de cloenda del XIX Congrés de Pax Romana, a San Lorenzo de El Escorial, amb presència de gairebé totes les repúbliques hispanoamericanes (van faltar Costa Rica, Hondures i República Dominicana), vuitanta-dos dels congressistes van decidir crear una institució nova, d'acord amb les exigències immediates del hispanoamericanisme, i van fundar un Institut Cultural Iberoamericà, presidit per Pablo Antonio Quadra. Als pocs mesos aquest projecte era assumit per l'Estat Espanyol, i es creava l'Institut de Cultura Hispànica.
Així, per resolució del Govern espanyol, va néixer l'Institut de Cultura Hispànica, com una corporació de dret públic, amb personalitat jurídica pròpia, destinada a fomentar les relacions entre els pobles hispanoamericans i Espanya. Joaquín Ruiz-Giménez Cortés, president del XIX Congrés de Pax Romana, seria el seu primer director. El perfil polític de l'institut va quedar en moltes ocasions determinat per la presència de noms com Blas Piñar, significat representant de l'ultradretisme integrista del règim, que va exercir la direcció entre 1957 i 1962, i al qual s'adjudica la gestió de les beques d'estudi entre Hispanoamèrica i les universitats espanyoles. L'Institut també va coordinar la Biblioteca Islàmica, des de la seva creació el 1954, encomanada al jesuïta Félix María Pareja.
Una de les principals activitats de l'Institut de Cultura Hispànica va ser la tasca editorial. El segell «Ediciones Cultura Hispánica» va tenir gran rellevància en el món editorial en llengua castellana. Una anàlisi exhaustiva de tot aquest passat i un catàleg actualitzat de les publicacions va ser recollit el 2003, quan es va publicar l'obra La huella editorial de Instituto de Cultura Hispánica: Ediciones Cultura Hispánica y otras publicaciones: estudios y catálogo (1944-1980)
Comptava igualment amb la càtedra «Ramiro de Maeztu» a la Universitat de Madrid i, entre d'altres, el Col·legi Major Hernán Cortés a Salamanca.
El 27 d'agost de 1977 va passar a denominar-se «Centre Iberoamericà de Cooperació»; i l'11 d'octubre de 1979 es va crear l'«Institut de Cooperació Iberoamericana» (ICI). Per RD 1527/1988, d'11 de novembre, l'ICI i Institut Hispano-Àrab de Cultura s'integren a l' «Agència Espanyola de Cooperació Internacional», organisme autònom adscrit al Ministeri d'Afers Exteriors a través de la Secretaria d'Estat per a la Cooperació Internacional i per a Iberoamèrica, creada per RD 1435/1985, de 28 d'agost. L'Agència assumeix la direcció de l'ICI sense modificar els seus fins primordials ni l'orientació de les seves activitats.
El 2007 canvia la seva denominació a «Agència Espanyola de Cooperació Internacional per al Desenvolupament» (AECID).

## Directors
- Joaquín Ruiz-Giménez Cortés (1946-1948)[8]
- Alfredo Sánchez Bella (1948-1956)[9]
- Blas Piñar López (1957-1962)[10]
- Gregorio Marañón Moya (1962-1973)[11]
- Juan Ignacio Tena Ybarra (1974-1977)[12]